# الدوري الشمالي الممتاز 1981–82
الدوري الشمالي الممتاز 1981–82 هو موسم من دوري الشمال الممتاز ‏. فاز فيه نادي بانغور سيتي.